# Quincy (Illinois)
Quincy és una població dels Estats Units a l'estat d'Illinois. Segons el cens del tenia 40.366 habitants.

## Demografia
Segons el cens del 2000, Quincy tenia 40.366 habitants, 16.546 habitatges, i 10.109 famílies. La densitat de població era de 1.066 habitants/km².
Dels 16.546 habitatges en un 28,6% hi vivien nens de menys de 18 anys, en un 46,3% hi vivien parelles casades, en un 11,6% dones solteres, i en un 38,9% no eren unitats familiars. En el 33,7% dels habitatges hi vivien persones soles el 15,3% de les quals corresponia a persones de 65 anys o més que vivien soles. El nombre mitjà de persones vivint en cada habitatge era de 2,3 i el nombre mitjà de persones que vivien en cada família era de 2,94.
Per edats la població es repartia de la següent manera: un 23,4% tenia menys de 18 anys, un 10% entre 18 i 24, un 25,8% entre 25 i 44, un 20,9% de 45 a 60 i un 19,9% 65 anys o més.
L'edat mediana era de 38 anys. Per cada 100 dones de 18 o més anys hi havia 85,3 homes.
La renda mediana per habitatge era de 30.956 $ i la renda mediana per família de 40.718 $. Els homes tenien una renda mediana de 30.734 $ mentre que les dones 20.748 $. La renda per capita de la població era de 17.479 $. Aproximadament el 9,2% de les famílies i el 12,2% de la població estaven per davall del llindar de pobresa.

## Poblacions més properes
El següent diagrama mostra les poblacions més properes.